# Monte Carlo Open 1987
Il Monte Carlo Open 1987 è stato un torneo di tennis giocato sulla terra rossa. È stata la 80ª edizione del Monte Carlo Open, che fa parte del Nabisco Grand Prix 1987. Si è giocato al Monte Carlo Country Club di Roquebrune-Cap-Martin in Francia vicino a Monte Carlo, dal 20 al 26 aprile 1987.

## Campioni

### Singolare
Mats Wilander ha battuto in finale  Jimmy Arias con il punteggio di 4–6, 7–5, 6–1, 6–3

### Doppio
Hans Gildemeister /  Andrés Gómez hanno battuto in finale  Mansour Bahrami /  Michael Mortensen con il punteggio di 6–2, 6–4